# عبودة (اسم)
عبودة هو اسم علم مذكر من أصل عربي، ومعناه هو أصله عبودثم أضافوا اليه تاء المبالغة، مثل إضافتهم التاء إلى علام فيصبح علامة.

## وصلات خارجية
- موسوعة السلطان قابوس لأسماء العرب نسخة محفوظة 5 أبريل 2019 على موقع واي باك مشين.